# Ocosingo
Ocosingo là một đô thị thuộc bang Chiapas, México. Năm 2005, dân số của đô thị này là 170280 người.